# Stau aus dem Nichts
Als Stau aus dem Nichts (auch Phantomstau) bezeichnet man einen Verkehrsstau, der ohne objektive Blockade oder Überlastung des Verkehrswegs entsteht.

## Entstehung
Ein Stau aus dem Nichts entsteht, wenn nachfolgende Fahrzeuge in einer Kolonne stärker abbremsen müssen als die jeweils vorausfahrenden Fahrzeuge, um Auffahrunfälle zu vermeiden. Mögliche Ursachen dafür sind ein zu geringer Sicherheitsabstand, erhebliche Geschwindigkeitsunterschiede oder die Lage eines Stauendes hinter einer unübersichtlichen Stelle (Kurve, Kuppe). Dabei verstärkt sich das übermäßige Bremsen von Fahrzeug zu Fahrzeug, bis ein erstes Fahrzeug zum Stillstand kommt und die nachfolgenden zwangsläufig auch – ein Stau aus dem Nichts entsteht.
An der in Fahrtrichtung vorderen (hindernisfreien) Seite des Staues benötigt jedes Fahrzeug eine bis zwei Sekunden, um aus dem Stillstand wieder zu beschleunigen und eine Straßenlänge von 5 bis 10 Meter für das Anfahren des nachfolgenden Fahrzeugs freizugeben. Daher wandert die Staufront mit einer Geschwindigkeit von etwa 15 km/h gegen die Fahrtrichtung. Sie kommt erst dann zum Erliegen, wenn sie in einen Bereich mit so geringer Verkehrsdichte gelangt, dass kein starkes Bremsen mehr erforderlich ist.

## Wissenschaftliche Untersuchungen
Der Prozess aus Nicht-Einhaltung des Sicherheitsabstandes, übermäßigem Bremsen, kurzfristigen Geschwindigkeitsschwankungen oder verzögertem Beschleunigen wird durch das Nagel-Schreckenberg-Modell beschrieben.
Bei geringer Verkehrsstärke bleiben Staus aus dem Nichts lokal beschränkt und lösen sich schnell wieder auf, bei einer größeren Anzahl von Fahrzeugen pro Streckenabschnitt treten die einzelnen Verkehrsbehinderungen in Beziehung zueinander und verbinden sich zu längeren Staus.
Bei der Untersuchung der Universität Köln traten vier Ursachen zutage:
1. Zu dichtes Auffahren, was ein abruptes Abbremsen des ersten und aller folgenden Autos auslösen kann,
2. zu schnelles Aufschließen und dadurch bedingtes ebenso schnelles Abbremsen,
3. eine geistige Unterforderung, in zähfließendem Verkehr ständig einen ausreichenden Abstand einzuhalten, weil die Autofahrer mit ihren Gedanken abschweifen und
4. kontraproduktives Fahren, um auf der Spur mit vermeintlich fließenderem Verkehr schneller voranzukommen (Kolonnenspringen).

Die Fahrer, die zu Anfang den Stau verursachen, erleben dabei die Folgen ihres Verhaltens nicht, weil der Stau erst weit hinter dem Verursacher beginnt und sich gegen die Fahrtrichtung fortbewegt. Der Stauverursacher erhält damit keine unmittelbare Rückmeldung und kann sein Verhalten nicht infrage stellen.

## „Nichts“
Umgangssprachlich wird unter „Nichts“ im Zusammenhang mit dem „Stau aus dem Nichts“ üblicherweise das Fehlen eines Unfalls, einer zur Überlastung tendierenden Verkehrsdichte oder einer „Störung“ bzw. einer „Engstelle“, wie z. B. einer Autobahnauffahrt verstanden. Ob jedoch geringere Ursachen, wie erhöhte Spurwechselfrequenz notwendig sind, oder ob selbst ohne diese ein Stau entstehen kann, war lange Zeit unklar. Auch Verstöße gegen das Rechtsfahrgebot sowie neugierige Verkehrsteilnehmer bei liegengebliebenen Fahrzeugen (Panne) oder Unfällen auf der Gegenrichtung spielen hier mit hinein. Unter anderem in einem Experiment in Japan, konnte jedoch gezeigt werden, dass Stauwellen ab einer gewissen Verkehrsdichte selbst dann entstehen, wenn die Fahrer explizit zu gleichmäßiger Fahrweise aufgefordert werden. Auch wenn eine solche angestrebt ist, mangelt es dem menschlichen Fahrer also an dem Vermögen, dieses angestrebte, gleichmäßige Fahrverhalten umzusetzen. Für die Zukunft besteht damit die Hoffnung, dass durch Fahrerassistenzsysteme bei gegebener Verkehrsdichte im Vergleich zu heute Staus vermieden werden können beziehungsweise, dass bei gleicher Stauhäufigkeit und gleichbleibenden Fahrtdauern die Verkehrsdichte durch Fahrerassistenzsysteme erhöht werden kann.